# Province ecclésiastique d'Auch
Ne doit pas être confondu avec l'archidiocèse d'Auch
La province ecclésiastique d'Auch est une ancienne province ecclésiastique de l'Église catholique en France.
La province ecclésiastique de Novempopulanie apparaît au IVe siècle avec le diocèse d'Eauze pour métropole. En 879, celui-ci fut absorbé par le diocèse d'Auch qui devint métropole de la province. Celle-ci prend, plus tard, le nom de province d'Auch. Elle comprend l'archidiocèse métropolitain d'Auch et les dix diocèses suffragants d'Aire, Bayonne, Bazas, Comminges, Couserans, Dax, Lectoure, Lescar, Oloron, et Tarbes.
La province d'Auch est supprimée par la Constitution civile du clergé et le Concordat de 1801, mais est rétablie en 1822, avec Aire, Bayonne et Tarbes comme suffragants. Elle est à nouveau supprimée le 16 décembre 2002. Depuis, l'archidiocèse d'Auch et le diocèse de Tarbes et Lourdes relèvent de la province de Toulouse ; et le diocèse d'Aire et Dax et celui de Bayonne, de la province de Bordeaux.